# Steve Hebold
Stephen K. Hebold ist ein ehemaliger US-amerikanischer Basketballtrainer und -spieler.

## Werdegang
Hebold spielte in seinem Heimatland 1970 und 1971 Basketball an der University of North Dakota. Anschließend war er als Berufsbasketballspieler in Venezuela (Aragua Banqueros) sowie in Dänemark (Hørsholm Basketball Klub) tätig.
Er erlangte an der Western Michigan University einen Hochschulabschluss in Erziehungswissenschaft sowie einen weiteren an der University of Michigan in den Fächern Bewegungswissenschaft und Sport. Hebold war in seinem Heimatland Co-Trainer an der University of Oakland, im Spieljahr 1983/84 übte er bei den Basketball-Damen der University of Michigan ebenfalls das Amt des Co-Trainers aus. Er war später an der East Lansing High School im US-Bundesstaat Michigan als Leiter des Schulsports tätig.
In Dänemark arbeitete Hebold als Trainer in Aalborg und Aarhus, 1996 betreute er die dänische Herrennationalmannschaft in zwei Länderspielen. Im selben Jahr wurde er Nationaltrainer Luxemburgs und hatte das Amt bis 2002 inne. Er war ebenfalls Trainer von Racing Luxemburg.
Im Spieljahr 2002/03 betreute er in der österreichischen Bundesliga die Wörthersee Piraten als Trainer. 2010 trat Hebold an der Oak Hill Academy im US-Bundesstaat Virginia eine Stelle als Lehrer für Erdkunde und Politik sowie als Basketballtrainer an. Hebold führte Mannschaften der Schule dreimal zum Gewinn des Meistertitels in der NACA, einem Basketballverband christlicher Schulen in den Vereinigten Staaten. Er förderte an der Oak Hill Academy 33 Spieler, die später Basketball auf Hochschulebene, davon 13 in der ersten NCAA-Division, betrieben. 2022 beendete Hebold seine Tätigkeit an der Oak Hill Academy und ging in den Ruhestand.